# Orde Wingate

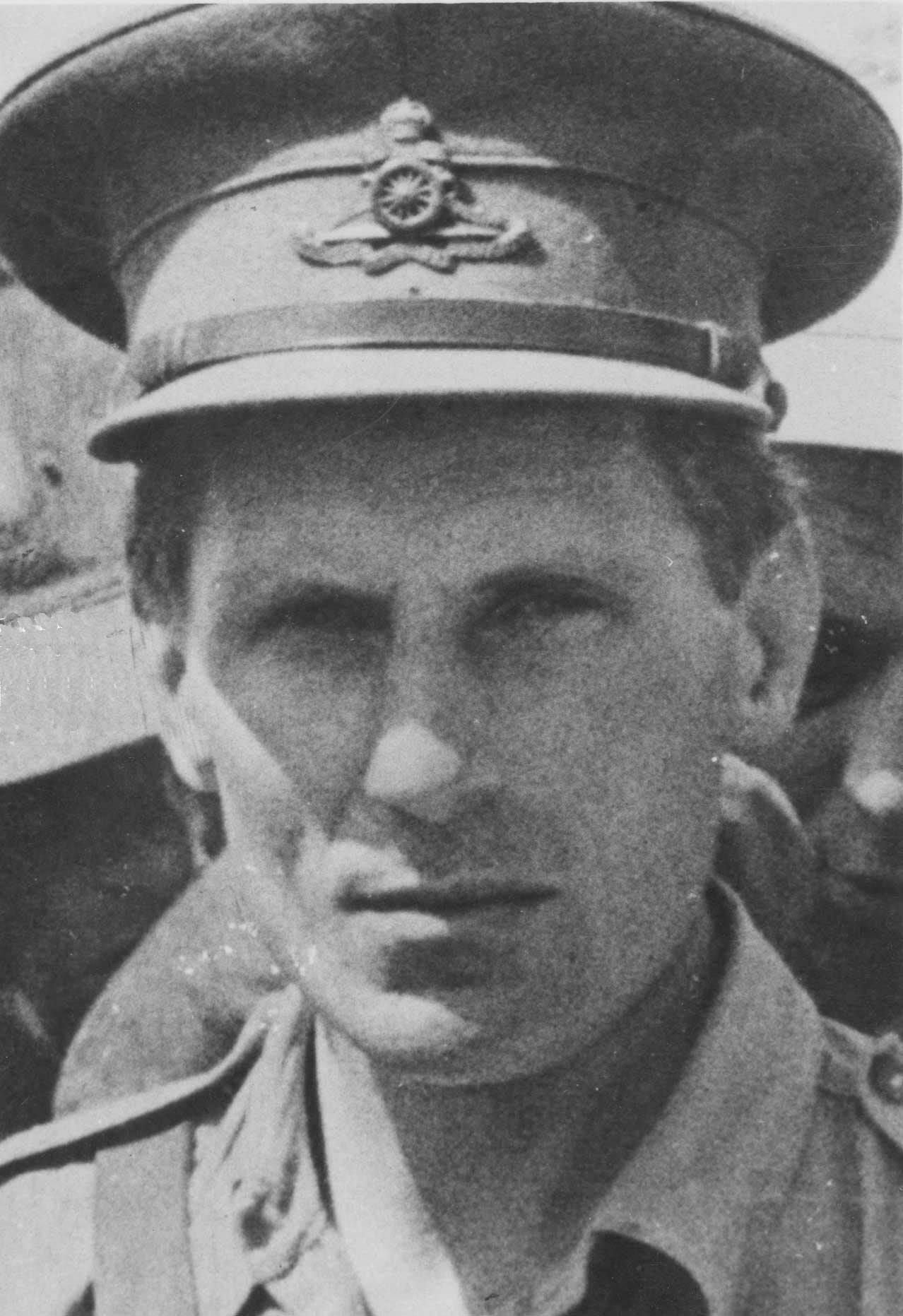
Orde Wingate (1938)

Orde Charles Wingate (* 26. Februar 1903 in Nainital bei Almora, Britisch-Indien; † 24. März 1944 in Manipur, Britisch-Indien) war ein britischer Offizier (zuletzt Generalmajor) während der Zwischenkriegszeit und während des Zweiten Weltkriegs. Er war als Anführer der „Special Night Squads“ (SNS) an der Niederschlagung des arabischen Aufstands 1936–39 im britischen Mandatsgebiet Palästina beteiligt und führte im Zweiten Weltkrieg zunächst die Gideon Force im Ostafrikafeldzug und zuletzt die Chindits im Burmafeldzug, wo er 1944 starb. Wingate gilt heute in Israel als „Vater der Israelischen Streitkräfte“.

## Leben

### Herkunft und frühe Laufbahn
Orde Wingate wurde am 26. Februar 1903 im indischen Nainital in eine Familie mit militärischer Tradition geboren. Sein Onkel zweiten Grades war der General Reginald Wingate, und sein Vater, Großvater und Urgroßvater hatten alle als britische Offiziere gedient. Seine Eltern waren Angehörige der Brüderbewegung, der Plymouth Brethren, und erzogen ihn nach deren strengen Regeln. Ab 1916 besuchte er die Charterhouse School in Godalming und ab 1921 die Royal Military Academy in Woolwich. Nach seinem Abschluss trat er im August 1923 in die Royal Artillery ein.
Ab Oktober 1926 besuchte er mit gutem Erfolg einen Arabischkurs an der School of Oriental Studies in London. Ab April 1928 befehligte er eine Kompanie der Sudan Defense Force. 1932 unternahm er mit Unterstützung der Royal Geographical Society eine Kamelexpedition in die libysche Wüste. Im Januar 1935 kehrte er nach Großbritannien zurück, wo er am 24. Januar Lorna Moncrieff Patterson heiratete. Er hatte für die Ehe eine bereits bestehende Verlobung gelöst. Aus der Ehe ging der Sohn Orde Jonathan Wingate hervor, der nach dem Tod seines Vaters geboren wurde.
Wingate arbeitete mit unorthodoxen und kontroversen militärischen Mitteln und galt auch hinsichtlich seiner Persönlichkeit als Exzentriker. So zeigte er sich seinen Untergebenen im Militärlager häufig nackt und erteilte ihnen dabei Befehle, er rasierte sich nicht und aß rohen Knoblauch.

### Einsatz im Mandat Palästina

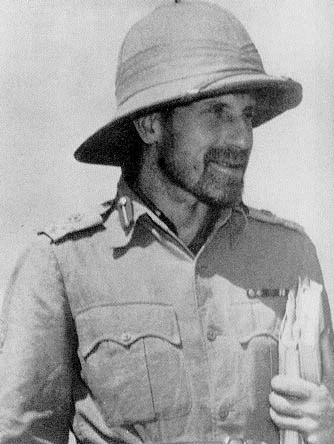
Orde Wingate

Im September 1936 wurde er als Generalstabs- und Geheimdienstoffizier vom Anglo-Ägyptischen Sudan zur 5. Division ins Mandatsgebiet Palästina versetzt. Hier führte er ab Juni 1938 die „Special Night Squads“, eine etwa zur Hälfte aus britischen Soldaten und aus Mitgliedern der Jewish Settlement Police gebildete paramilitärische Kommandoeinheit. Er war während des Arabischen Aufstands in Galiläa tätig, vor allem in der Region um die Berge Tabor und Gilboa. Sein offizieller Auftrag war die Bekämpfung der Sabotage an der Kirkuk-Haifa-Pipeline. 1938 erhielt er den Distinguished Service Order (DSO).
Die Aktionen wurden meist nachts durchgeführt; das Vorgehen der Special Night Squads war von großer Brutalität, auch gegen Zivilisten, geprägt. Folter war dabei Teil des Vorgehens. Wingate propagierte den Ansatz sogenannter „government gangs“, darunter verstand er die Nachahmung der Methoden des Gegners. Eine aus Indien bekannte Maßnahme bestand darin, getötete gegnerische Kämpfer zu verbrennen, um zu verhindern, dass Beerdigungen zu Demonstrationen wurden. Die Briten plünderten, begingen unbegründete Akte des Vandalismus und setzten Gefangene als menschliche Schutzschilde ein.
Nachdem der lokale Verantwortliche Yitzhak Sturman aus En Charod beim Auffahren mit seinem Auto auf eine Mine getötet worden war, töteten Wingates Männer im Herbst Bewohner des Dorfes Paqua am Hang des Berges Gilboa. Auf die Ermordung von 19 Juden in Tiberias reagierten sie mit der wahllosen Tötung von 15 Bewohnern von Dabburiya, Erschießungen in Hittin und auch von 14 zufällig anwesenden Passanten auf der Straße nach Safed. Nach dem Einsatz las Wingate den Soldaten meist aus der Bibel vor. Mehrere tausend Personen wurden festgenommen und ohne Prozess und bei unzureichender sanitärer Versorgung in Internierungslagern gefangen gehalten. General Robert Haining drohte in November 1938 seinen Leuten mit „exemplarischen“ Strafen „für unnötige Gewalt, Rachsucht [und] kaltblütiges Töten“. Insgesamt starben rund 3700 Araber, 2400 Juden und 600 Briten. Am 30. November 1938 traf Wingate zum ersten Mal Winston Churchill, der zu diesem Zeitpunkt noch nicht britischer Premierminister war.
Wingates pro-zionistische Haltung in Palästina war offenkundig und zeigte sich z. B. darin, dass die Hagana ihn mit dem Decknamen HaYadid (dt. der Freund) bedachte. Wingates Parteilichkeit in Palästina war aber nicht durch einen eigenen jüdischen Hintergrund (anders als durch spätere Gerüchte kolportiert) begründet; vielmehr betrachtete Wingate sich selbst als von der Vorsehung auserwählt und sah hier eine Gelegenheit, bei einem bedrängten Volk einen Heldenstatus zu erlangen. Im Mai 1939 äußerte sich Wingate öffentlich zugunsten eines jüdischen Staates, zu einem Zeitpunkt, als die offizielle Haltung der britischen Regierung dieses Projekt abzulehnen begann, was ihm harsche Kritik seines Vorgesetzten General Robert Haining einbrachte und zu seiner Strafabberufung nach England führte. Die britische Regierung sah nun auch die bewaffneten jüdischen Verbände als zunehmend ernstzunehmende Gefahr für ihre eigene Hegemonie. Wingate wurde der Vorwurf gemacht, er habe vergessen, dass er ein Offizier im Dienst der britischen Krone war. So wurde die Entscheidung laut den Aufzeichnungen von John Martin, dem Principal Private Secretary, später gegenüber Winston Churchill begründet.
Wingates radikale Hinwendung zum Zionismus vollzog sich in wenigen Wochen, der Umschwung war nicht ideologisch fundiert. Gegenüber dem Jischuv-Funktionär David Hacohen, der ihn fragte, welche zionistischen Schriften er denn gelesen habe, gab Wingate an: „Es existiert nur ein wichtiges Buch zu dem Thema, und ich kenne es durch und durch, nämlich die Bibel!“ Besonders fühlte er sich En Charod verbunden. Der Ort lag strategisch günstig, hatte für ihn aber auch eine biblische Bedeutung (Richterbuch 7,1): „En Harod übte auch eine besondere geistliche Anziehung auf Wingate aus: hier... lag Gideons Grab,“ schreibt Michael Pragai. Wingates Liebe zu Zion gründete sich auf das eifrige Studium des Alten Testaments. Wingate beherrschte Arabisch und Hebräisch. Am 13. September 1938 hatte er im Kibbuz En Charod einen Lehrgang für die Ausbildung von Unteroffizieren eröffnet, der von rund 100 jungen Männern besucht wurde. Er versprach ihnen vollmundig: „Wir sind hier, um die Armee Zions zu gründen.“ In den von Wingate organisierten Einsätzen wurde die Ausbildung der Hagana im Camp Ramat Yochanan als inkompetent bezeichnet.
Wingates einseitige Sympathien führten dazu, dass ihn seine Vorgesetzten aus Palästina abzogen. Die Beurteilung Orde Wingates durch Historiker fällt überwiegend negativ aus: Der Historiker Neil Caplan bezeichnet ihn als christlichen Fundamentalisten. Michael Joseph Cohen, der seine Einschätzung in der vom konservativen Historiker Efraim Karsh herausgegebenen Buchreihe veröffentlicht hat, urteilt: „Wingates millenaristischer alttestamentarischer Fundamentalismus machte aus ihm einen natürlichen Konvertiten der zionistischen Sache.“ David Hirst schreibt, Wingate sei, ohne dass dies seinen Vorgesetzten zunächst bewusst gewesen sei, „ein militanter Fanatiker des Zionismus“ geworden.
Am Ende seiner Dienstzeit in Palästina hatte sich Wingate in den Augen mehrerer hochrangiger britischer Politiker und Militärführer profiliert; sowohl Winston Churchill als auch Archibald Wavell bedachten ihn fortan mit einer Vorzugsbehandlung. Von antisemitisch orientierten Elementen innerhalb des britischen Militärs wurde Wingate aufgrund seiner Haltung in Palästina jedoch misstrauisch beäugt; das Gerücht, er sei „zu den Juden übergelaufen“, verbreitete sich in den Stäben der mittelöstlichen Kolonialtruppen.

### Einsatz in Äthiopien
Nachdem Großbritannien am 3. September 1939 durch eine Kriegserklärung gegen Nazi-Deutschland in den Zweiten Weltkrieg eingetreten war, trat das mit Deutschland verbündete faschistische Italien im Juni 1940 in den Krieg ein und eröffnete Kampfhandlungen in Nord- und Ostafrika. Archibald Wavell, nun Oberbefehlshaber der britischen Truppen im Mittleren Osten, berief seinen Protegé Wingate im Herbst 1940 wiederum in die arabische Welt. Wavell sollte die italienischen Vormärsche in Nord- und Ostafrika stoppen. Hierbei wollte Wavell Spezial- und Sturmtruppen einsetzen, welche die deutschen Erfolge des Frühjahrs 1940 in Norwegen und in Frankreich imitieren sollten. Wavell schuf unter anderem die Long Range Desert Group (LRDG) in Nordafrika. Für die Durchführung von Kommandooperationen in der Wüste wurde Wingate als gut geeignet eingestuft. Wingate wurde dem ostafrikanischen Kriegsschauplatz zugeteilt; hier sollte er in dem im Jahr 1935/36 von Italien völkerrechtswidrig eroberten Äthiopien einen Aufstand gegen die Italiener anzetteln.

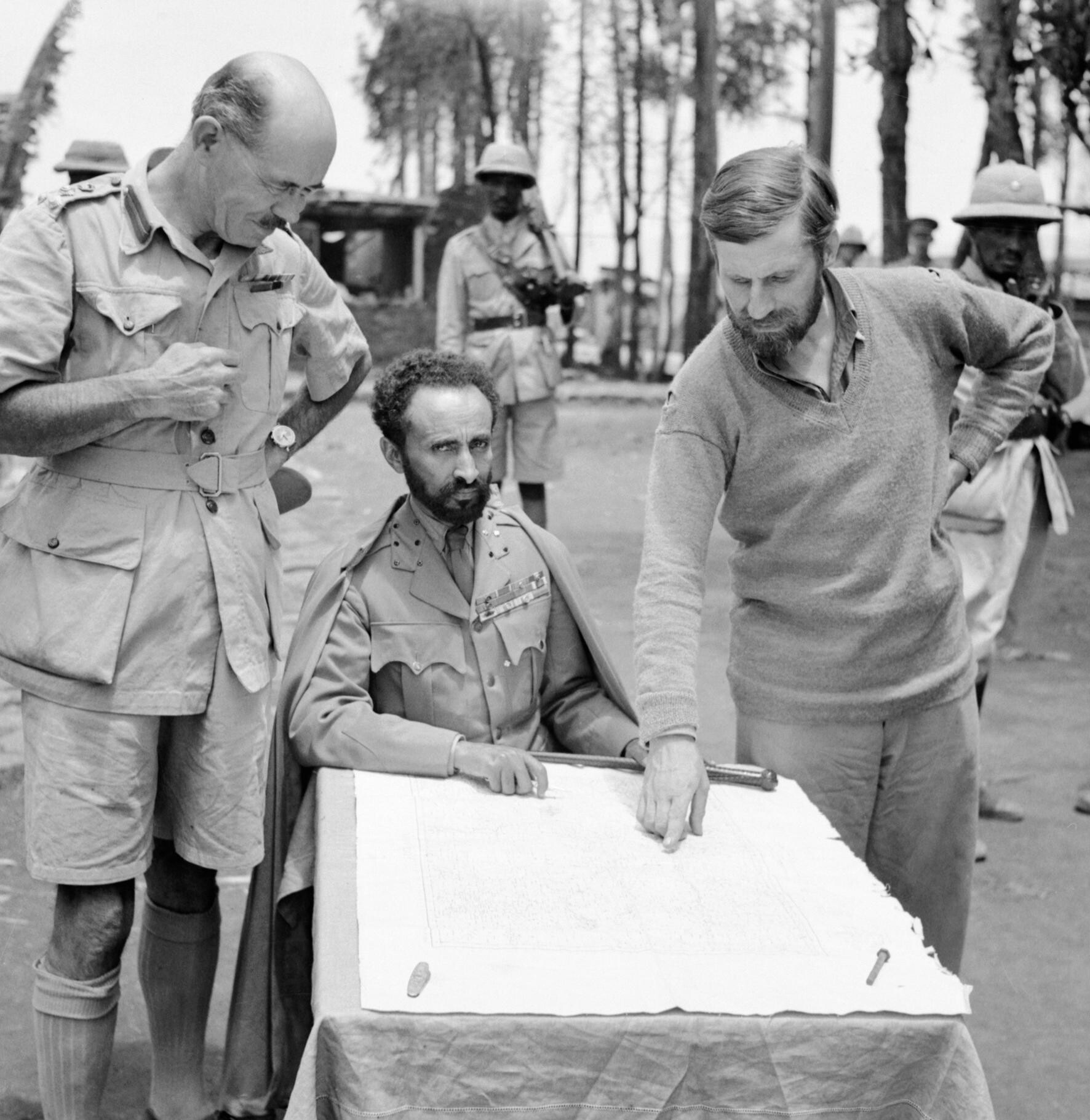
Wingate (rechts) mit Brigadegeneral Sandford (links) und Haile Selassie, 15. April 1941

Wingate, formell im Dienstgrad eines Majors mit der Befehlsbefugnis eines Obersts (acting colonel), schuf im Sudan die Gideon Force, die ab Februar 1941 Guerillaaktionen gegen die italienische Besatzungsmacht in Äthiopien unternahm und die äthiopische Widerstandsbewegung für den militärischen Kampf trainierte. Wingates Autorität war sowohl bei den Äthiopiern als auch bei den anderen britischen Offizieren gering; es gab im britischen Führungsstab ständige Streitigkeiten. Nichtsdestotrotz konnte die Gideon Force entscheidend dazu beitragen, die italienischen Garnisonen entlang der Straßen in die äthiopische Hauptstadt Addis Abeba zu infiltrieren und die demoralisierten Italiener zu verunsichern und zum Rückzug zu bringen. Anfang Mai 1941 waren die Äthiopier und die Alliierten in Ostafrika siegreich; Kaiser Haile Selassie, im Jahr 1936 durch die Italiener ins Exil gezwungen, kehrte an die Macht zurück.
Wingate zeigte sich trotz den Erfolgen in Ostafrika aufsässig; er schrieb einen verbitterten Bericht über die logistischen Probleme der Gideon Forces während ihres Einsatzes und präsentierte gleichzeitig seinen ambitionierten Plan für eine Infiltration in Nordafrika, wo das deutsche Afrikakorps mittlerweile eine große Bedrohung für die Alliierten darstellte. Für seine Anmaßungen wurde Wingate sogar von seinem Gönner und Freund Wavell gemaßregelt.
Wavell wurde kurz darauf von Churchill aufgrund unzureichender Ergebnisse am 4. Juli 1941 in Nordafrika zum Oberbefehlshaber Indien ernannt, wodurch Wingate seinen wichtigsten Unterstützer im Mittleren Osten verlor. Nach einer Mepacrin-Überdosis während seiner Behandlung in Depressionen verfallen, unternahm Wingate, von Malaria und psychischem Druck geplagt, am gleichen Tag einen Suizidversuch. Er verlor das Bewusstsein und erhielt medizinische Hilfe, bevor der Blutverlust tödlich wurde. Daraufhin wurde er zu Erholungszwecken für mehrere Monate nach England zurückbefohlen. Hier verbesserte sich sein Gesundheitszustand schnell, er hielt bald Vorträge über den Ostafrikafeldzug. Für seine Leistungen in Ostafrika wurde er in dieser Zeit mit einer zweiten Spange des Distinguished Service Order ausgezeichnet.

### Einsatz in Burma

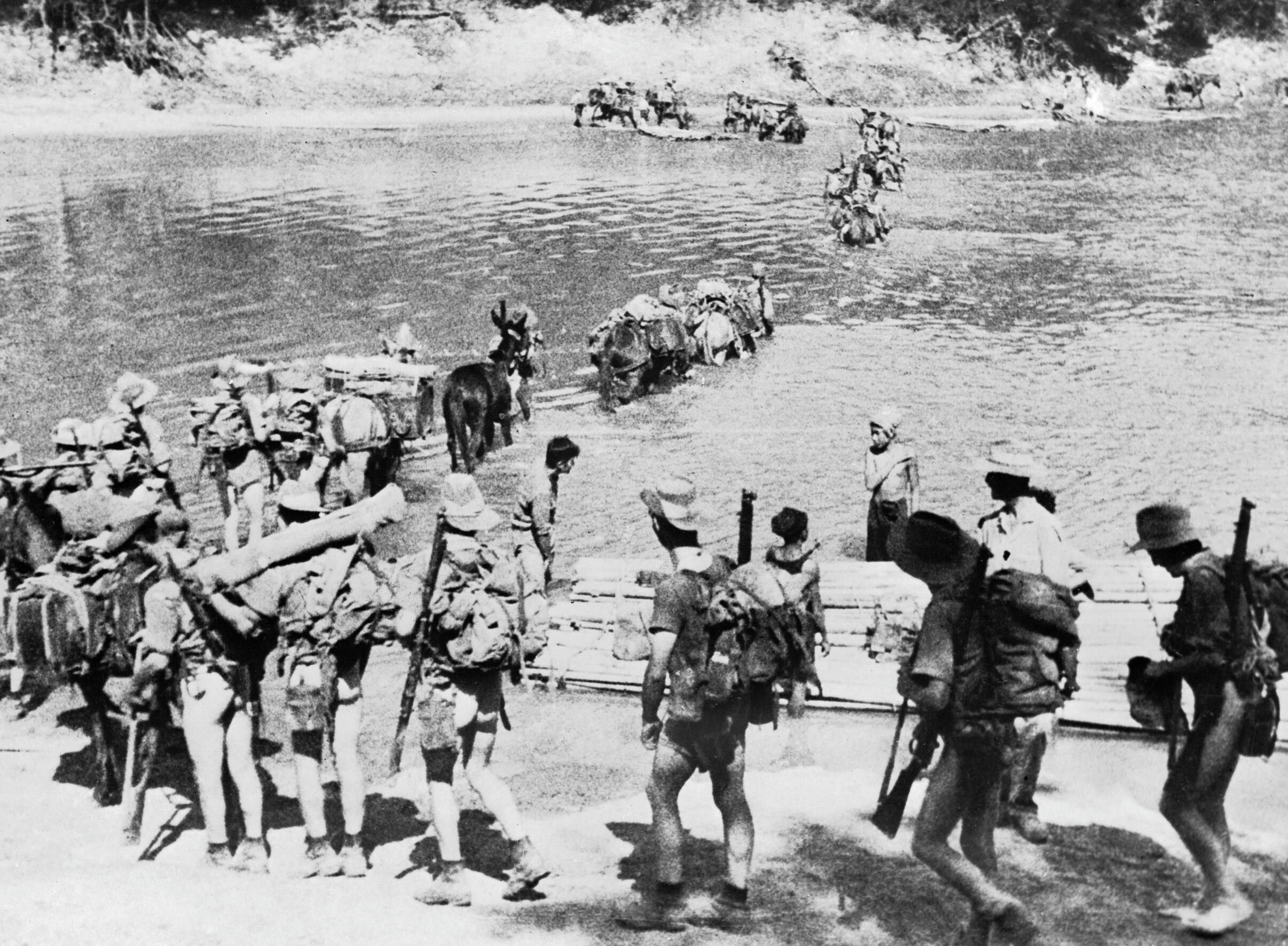
Chindits während der Operation Longcloth (1943)

Nach seiner Genesung wurde Wingate, nun als Oberst, in die britische Kolonie Burma (das heutige Myanmar) entsandt, wo er am 22. März 1942 eintraf. Nach dem Zusammenbruch des alliierten Widerstands in dieser Region begab er sich nach Indien, wo er als Brigadier die Ausbildung der Indian 77th Infantry Brigade übernahm. Sie war der erste Verband der später als Chindits bekannten Spezialeinheit. Diese sollte als Spezialeinheit aus britischen und indischen Truppen Operationen hinter den japanischen Linien durchführen. Der erste Einsatz der Chindits war die Operation Longcloth. Sie musste aber unter schweren Verlusten abgebrochen werden. Nur zwei Drittel der Chindits erreichten nach dem Rückzug die eigenen Linien; viele der Rückkehrer mussten wegen Durchfall, Typhus oder Malaria zeitweise oder dauerhaft aus dem Frontbereich abgezogen werden.
Winston Churchill war von Wingate eingenommen und nahm diesen im August 1943 mit zur Quadrant-Konferenz, wo ihm Gelegenheit geboten wurde, seine Pläne für einen weiteren Einsatz der Chindits vorzustellen. Seine Überlegungen fanden Zustimmungen; US-Präsident Franklin D. Roosevelt zeigte sich beeindruckt. Im gleichen Monat erhielt Wingate eine weitere Spange zum Distinguished Service Order. Nach seiner Rückkehr nach Indien wurde er im September 1943 zum Generalmajor ernannt.
Wingate war in der britischen Presse aufgrund seiner ausgefallenen Persönlichkeit und seiner gewagten Militäroperationen in einem fernen Land nicht unpopulär; ihm wurde in Referenz an T. E. Lawrence („Lawrence von Arabien“) der Spitzname „Lawrence von Burma“ verliehen.
Die Pläne führten schließlich zur Operation Thursday (5. März 1944 – 27. August 1944).

### Tod in Burma
Das Frühjahr 1944 war von der letzten großen japanischen Offensive geprägt: die 15. Armee führte die Schlacht um Imphal und die Schlacht um Kohima im heutigen Grenzgebiet zwischen Indien und Myanmar, um durch die britischen Linien in Richtung Indien durchzubrechen und dort die mit Japan verbündete Indian National Army durch die Massenrekrutierung indischer Kolonialismusgegner zu verstärken.
Am 24. März 1944 flog Wingate in das Kampfgebiet, um dort die Situation dreier Chindit-Stützpunkte zu erkunden. Auf dem Rückflug von Imphal nach Lalaghat stürzte seine North American B-25 im hügeligen Dschungel nahe Thilon, im heutigen indischen Bundesstaat Manipur, ab. Außer ihm starben auch alle anderen neun Flugzeuginsassen, an Bord fünf US-Amerikaner und vier Briten.

## Nachwirkung

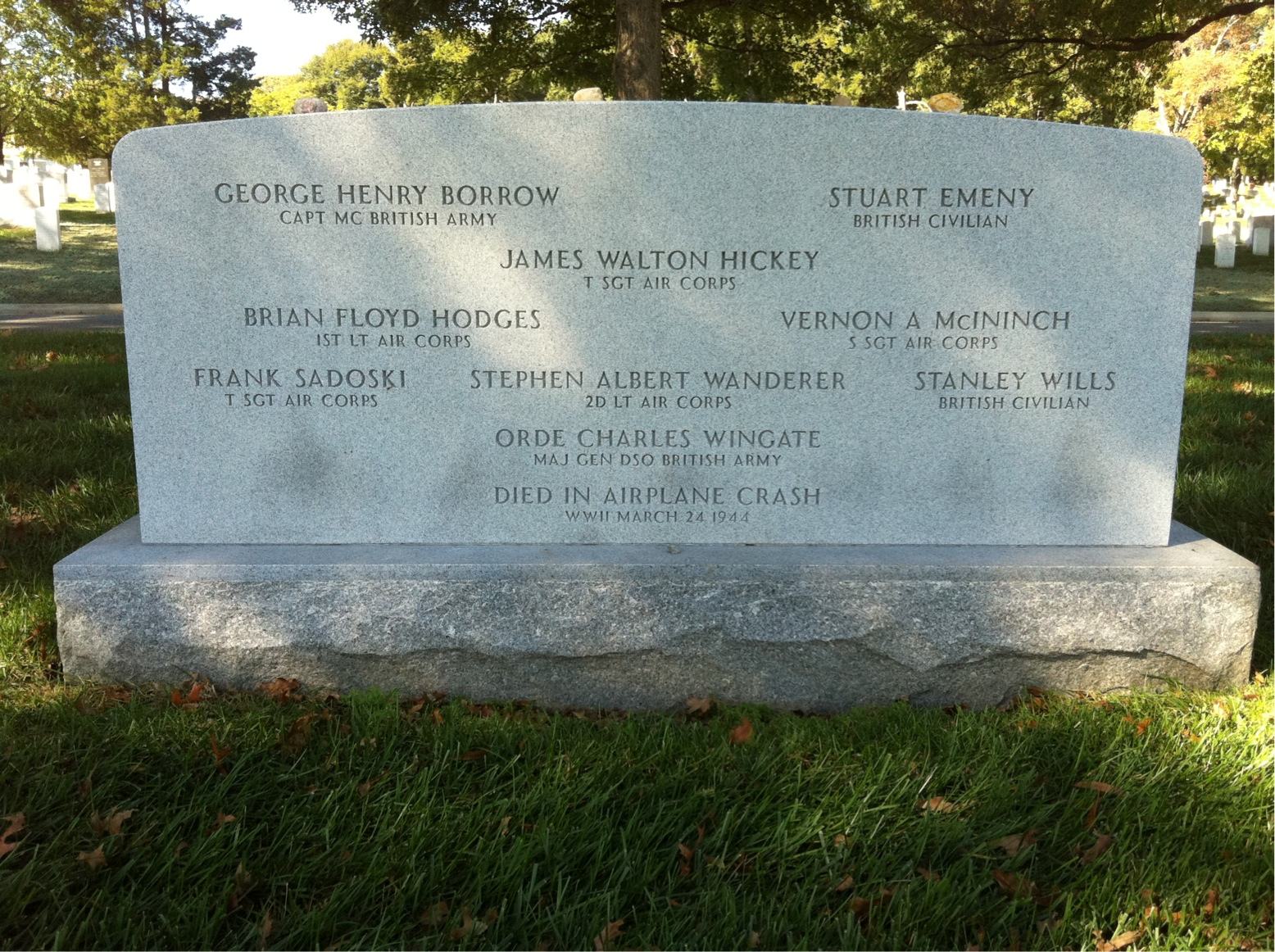
Grabstein für die neun Absturzopfer auf dem Nationalfriedhof Arlington

Für Winston Churchill war der Verlust Wingates ein bitteres Ärgernis: Churchill hatte in Wingate einen der wenigen britischen Kommandeure in Burma gesehen, welche den im Dschungelkampf erfahrenen Japanern ebenbürtig schienen und den japanischen Vormarsch verlangsamen und sogar umkehren konnten. Mit Wingates Tod, so Churchill, „sei ein Mann der höchsten Qualität [...] [verloren] und eine helle Flamme [...] ausgelöscht“ worden.
Die sterblichen Überreste wurden zunächst am Absturzort und 1947 in einem Massengrab auf dem britischen Militärfriedhof in Imphal begraben. Im November 1950 wurden die Leichname der Flugzeug-Absturzopfer exhumiert und auf dem Nationalfriedhof Arlington im US-Bundesstaat Virginia beigesetzt.
Der spätere israelische General Mosche Dajan erwarb von ihm Kenntnisse in Kriegsführung. Wingates Einfluss führte zu einer Zurücknahme des defensiven Prinzips der havlagah (hebräisch הַבְלָגָה ‚Zurückhaltung‘) der Hagana zugunsten von „Strafexpeditionen“.

## Ehrungen
- In Addis Abeba gab es von 1946 bis 1977 eine nach Orde Wingate benannte Schule.[9]
- Auf den israelischen Gilboabergen in seinem ehemaligen Wirkungskreis wurde 1947 ihm zu Ehren der „Wingate-Wald“ gepflanzt.[20]
- In London befindet sich ein 1990 eingeweihtes Denkmal für Wingate und die Chindits an der Nordseite des Victoria Embankment.[9] Auf der Rückseite werden auch seine Verdienste bei der Entstehung des Staates Israel erwähnt.[21]

## Literarische Rezeption
Leon Uris beschreibt in seinem Roman Exodus die Rolle Orde Wingates als literarische Figur „P.P. Malcolm“, der als Unterstützer und militärischer Stratege jüdischen Kampftruppen in Palästina während des Arabischen Aufstandes hilft. Im Roman Haddsch des gleichen Autors wird Wingate unter seinem Namen und mit den Special Night Squads in die Handlung eingebunden.

### Zeitdokumente
- Wilfred Burchett: Wingate Adventure. Cheshire, Melbourne 1944.
- Charles Rolo: Wingate's Raiders: An account of the incredible adventure that raised the curtain on the battle for Burma. George G. Harrap, London 1944.